# Cis fasciatus
Cis fasciatus es una especie de coleóptero de la familia Ciidae.

## Distribución geográfica
Habita en Guatemala México.